# Grand Gala national des arts et métiers
Le Grand Gala national des Arts et Métiers est un bal annuel organisé par les élèves d'Arts et Métiers ParisTech.

## Présentation
Généralement situé en fin d’année scolaire le Grand Gala national des Arts et Métiers est le point d’orgue de trois années de vie communautaire des promotions d'Arts et Métiers ParisTech qui en assument seules et solidairement la conception, l’organisation et la réalisation avec le soutien et le concours de la Société des Ingénieurs Arts et Métiers.
Traditionnellement placée sous le haut patronage du Président de la République cette soirée permet la rencontre des élèves de l’École, des ingénieurs Arts et Métiers, des industriels et du monde politique. Le comité d’honneur est généralement composé de ministres, de députés, du maire de la ville de Paris, d’élus et d’industriels.

## Histoire
À l’origine, en 1912,  le Grand Gala des Gadzarts s’appelait la Nuit des Arts. Elle accueillait entre 1 500 et 2 000 personnes et occupa de hauts lieux de la vie parisienne : le Palais des Congrès, le Grand Hôtel Intercontinental, la Conciergerie, le Pavillon Baltard, le Palais Garnier, le Louvre et la Tour Eiffel.
En 1990 la Nuit des Arts devient le Grand Gala des Arts et Métiers. Aujourd’hui la Nuit des Arts est une soirée étudiante d’environ 3 000 personnes qui a lieu en décembre.

## Les différentes éditions
- 1972 : Palais des congrès de Versailles, sous la présidence d'honneur de M. Philippe Lizon, président de la Société Le Matériel Téléphonique.
- 1973 : Hôtel InterContinental Paris Le Grand, sous la présidence d'honneur de M. Pierre Chaffiotte, président de la Société des ingénieurs Arts et Métiers ;
- 1977 : Hôtel InterContinental Paris Le Grand, sous le haut patronage de M. le Président du Sénat et de M. le Président de l'Assemblée nationale ;
- 1978 : Les salles de la Conciergerie, sous le haut patronage de M. le Président du Sénat ;
- 1980 : Les salles de la Conciergerie - Sous le haut patronage de Mme Alice Saunier-Seité, ministre des universités ;
- 1981 : Les salles de la Conciergerie, sous le haut patronage de Mme Alice Saunier-Seité, ministre des universités ;
- 1982 : Les salles de la Conciergerie, sous la présidence de M. Alain Savary, ministre de l'Education nationale ;
- 1983 : Pavillon Baltard, sous le haut patronage de M. Alain Savary, ministre de l'Education nationale ;
- 1984 : Hôtel de La Rochefoucauld d'Estissac, sous le haut patronage de M. Michel Girard, Président du Conseil régional d'Île-de-France ;
- 1985 : Opéra Garnier, sous le haut patronage de M. Jean-Pierre Chevènement, ministre de l'Education nationale ;
- 1986 : Opéra Garnier, sous le haut patronage de M. Jacques Chirac, Premier ministre, maire de la ville de Paris ;
- 1987 : Opéra Garnier, sous le haut patronage de M. Jacques Chirac, Premier ministre, maire de la ville de Paris ;
- 1988 : Opéra Garnier, sous le haut patronage de M. Jacques Chirac, maire de la ville de Paris ;
- 1989 : Opéra Garnier ;
- 1990 : Opéra Garnier, sous le haut patronage de M. François Mitterrand, Président de la République ;
- 1991 : Opéra Garnier, sous le haut patronage de M. Lionel Jospin, ministre de l’Éducation nationale ;
- 1992 : Parc floral de Paris, sous le haut patronage de la commission des communautés européennes ;
- 1993 : Opéra Garnier, sous le haut patronage de M. François Bayrou, ministre de l’Éducation nationale ;
- 1994 : Opéra Garnier, sous la présidence d’honneur de M. Jacques Toubon, ministre de la culture et de la francophonie ;
- 1995 : Opéra Bastille, sous la présidence d’honneur de M. Jacques Toubon, ministre de la culture et de la francophonie ;
- 1996 : Opéra Garnier, sous le haut patronage de M. Jacques Chirac, Président de la République ;
- 1997 : le Carrousel du Louvre, sous la présidence d’honneur de M. Ray Charles ;
- 1998 : Opéra Garnier, sous le haut patronage de M. Jacques Chirac, Président de la République ;
- 1999 : Opéra Garnier, sous le haut patronage de M. Jacques Chirac, Président de la République ;
- 2000 : Hippodrome de Vincennes, sous le haut patronage de M. Jacques Chirac, Président de la République ;
- 2001 : Hippodrome de Vincennes, sous le haut patronage de M. Jacques Chirac, Président de la République ;
- 2002 : Musée des Arts forains, sous le haut patronage de M. Jacques Chirac, Président de la République ;
- 2004 :  Hôtel InterContinental Paris (aujourd'hui Westin Paris Vendôme), sous le haut patronage de M. Jacques Chirac, Président de la République ;
- 2008 : Hôtel InterContinental Paris Le Grand, (ex Grand Hôtel Intercontinental) sous la présidence d’honneur d’Éric Benhamou, ancien P-DG de Palm et ingénieur Arts et Métiers ;
- 2009 : Hôtel InterContinental Paris Le Grand, sous le haut patronage de Mme Valérie Pécresse, ministre de l’enseignement supérieur et de la recherche, et sous la présidence d'honneur de M. Roland Vardanega, président du directoire de PSA Peugeot Citroën et ingénieur Arts et Métiers ;
- 2010 : Château de Versailles, en présence de Mme Valérie Pécresse, ministre de l’enseignement supérieur et de la recherche, et sous la présidence d'honneur de M. Jean-François Dehecq, président de Sanofi-Aventis et ingénieur Arts et Métiers ;
- 2011 : Château de Chantilly[1] ;
- 2012 : Théâtre national de Chaillot ; 100e anniversaire de la création du campus parisien.
- 2014 : Pavillon d'Armenonville.
- 2015 - 99e édition : Hôtel InterContinental Paris Le Grand.
- 2016 - 100e édition: Palais Brongniart (ou Palais de la bourse).
- 2017 - 101e édition : Pavillon Cambon Capucines.
- 2019 - 102e édition : Tour Eiffel et Salle Wagram

### Liens vers les sites Internet Arts et Métiers
- (fr) Site officiel du Grand Gala des Arts et Métiers

#### Livres
- Jean Primault, Châlons 1930 et al., Livre d’or : Bicentenaire gadzarts, Paris, Société des ingénieurs Arts et Métiers, 1980 (1re éd. 1980), 855 p..
- Union des Elèves Arts et Métiers, 100 ans de Galas Arts et Métiers, 2016, ouvrage sortit à l'occasion du centenaire du Grand Gala national, retraçant l'histoire de l'ensemble des galas de chaque campus de l'école.

#### Périodiques
- Arts&MétiersMag, Paris, Société des ingénieurs Arts et Métiers (ISSN 0999-4084).
- Le Parisien, Paris, SNC Le Parisien libéré (Groupe Amaury) (1re éd. 1944), tabloïd (ISSN 0767-3558, Le%20Parisien, lire en ligne), .